# Crunchyroll Manga
Crunchyroll Manga a fost o antologie manga digitală în engleză publicată de Crunchyroll, LLC global, cu excepția Chinei, Franței, Italiei, Japoniei și Germaniei. A început cu 12 titluri Kodansha pe 30 octombrie 2013. În urma unui anunț făcut pe 10 noiembrie 2023, serviciul a fost închis pe 11 decembrie 2023, iar după un an, redeschiderea lui în 2025 a fost anunțată.
Pe 7 ianuarie 2025, Crunchyroll a anunțat, în cadrul conferinței de presă a Sony Group Corporation de la CES 2025, că o nouă aplicație digitală cu manga va fi adăugată serviciului ca un adaos al abonamentului premium, urmând să fie lansată mai târziu în 2025. Aplicația va fi lansată separat, sub denumirea Crunchyroll Manga, pe iOS și Android, iar disponibilitatea pentru browsere web este planificată pentru viitor. Crunchyroll Manga va fi disponibilă inițial în limba engleză, în Statele Unite și Canada, cu opțiuni pentru alte limbi planificate ulterior.